# Repli-Kate
Pour plus de détails, voir Fiche technique et Distribution.
Repli-Kate, ou Dupli-Kate au Québec, est un film germano-américain réalisé par Frank Longo et sorti en 2002.

## Synopsis
Alors qu'il fait des expériences de clonage sur des hamsters, un jeune étudiant en génétique, Max, clone par inadvertance la jolie journaliste, Kate, qui fait un reportage sur ses travaux. Avec son colocataire Henry, Max décide de cacher à Kate l'existence de son clone et de transformer cette dernière en une femme « idéale » qui aime le football, la bière et le sexe.

## Fiche technique
- Titre : Repli-Kate
- Titre québécois : Dupli-Kate
- Réalisation : Frank Longo
- Scénario : Stuart Gibbs (en), d'après une histoire de Stuart Gibbs et Russ Ryan
- Production : Craig Perry, Ash R. Shah et Warren Zide
- Musique : Teddy Castellucci
- Image : Alan Caso
- Montage : Janice Hampton et Jimmy Hill
- Dates de sortie :
  - 1er janvier 2002 en Islande
  - 29 mars 2002 en Belgique (Festival international du film fantastique de Bruxelles)
  - 6 août 2002 aux États-Unis (sortie en vidéo)
  - octobre 2003 en France (sortie DVD)

## Distribution
Légende : Version Québécoise (V.Q.)
- Ali Landry (V.Q. : Isabelle Leyrolles) : Kate / Repli-Kate (Dupli-Kate dans la V.Q.)
- James Roday (V.Q. : Antoine Durand) : Max
- Desmond Askew (V.Q. : François Sasseville) : Henry, le colocataire de max
- Eugene Levy (V.Q. : Jean-Marie Moncelet) : Jonas Fromer, le directeur du laboratoire / Repli-Jonas
- Todd Robert Anderson (V.Q. : Patrice Dubois) : Felix
- Ryan Alosio : Derek Waters
- Kurt Fuller (V.Q. : Hubert Gagnon) : Le président Chumley
- Aimee Allen : Wendy
- Amandah Reyne : Lili
- Melissa Greenspan : Brandi